# Sulfolobus acidocaldarius
Sulfolobus acidocaldarius é uma arqueia termoacidofílica que pertence ao reino Crenarchaeota. Esta espécie foi a primeira espécie do género Sulfolobus a ser descrita, em 1972, por Thomas Brock e colaboradores. Atualmente é um dos organismo-modelo mais utilizados para estudar organismos que pertencem ao domínio Arqueia, e em particular ao filo Crenarchaeota. Atualmente apenas organismos pertencentes ao género Sulfolobus podem ser geneticamente manipulados dentro dos Crenarchaeota, fazendo desta uma espécie essencial para se compreender a biologia dos Crenarchaeota.

## Isolamento
Esta espécie foi inicialmente isolada no Parque Nacional de Yellowstone, nos Estados Unidos da América, em solos com temperaturas elevadas e pH baixo. Esta espécie foi posteriormente identificada em outros locais, tais como El Salvador, Dominica e Itália. As temperaturas em que este organismo é encontrada encontram-se entre 65 e 90°C e o pH é aproximadamente 3.

## Características morfológicas
Sulfolobus acidocaldarius é um organismo unicelular, sem núcleo separado do citoplasma. As células deste organismo são ligeiramente irregulares e apresentam lóbulos, o que justifica em parte o nome do género (Sulfolobus). As células apresentam um diâmetro entre 0.8 e 1 µm, com pouca variação de tamanho.

## Replicação Celular
S. acidocaldarius possui um mecanismo de replicação homólogo ao mecanismo ESCRT encontrado em eucariotas.

## Metabolismo
S. acidocaldarius é  organismo autotrófico facultativo. Quando cresce autotroficamente este organismo oxida enxofre elementar, convertendo-o em sulfato, ao mesmo tempo que fixa carbono proveniente de dióxido de carbono em carbono orgânico. Tem tempo de duplicação entre  36.8-55.3 h quando o crescimento ocorre na presença de enxofre.
Esta espécie também pode crescer num meio complexo de substratos biológicos. Ao crescer em 0,1% de extrato de levedura, o crescimento é mais rápido do que quando o crescimento é autotrófico, e a duplicação ocorre entre 6.5 e 8h.

## Genoma
Em 2005, o genoma completo da estirpe DSM639 foi publicado. O genoma deste crenarchaeota é composto de um único cromossoma circular com 2,225,959 pares de bases, com um 36,7% de G+C. Os autores previram 2292 genes que codificam proteínas. O genoma de Sulfolobus acidocaldarius é muito estável, com poucos, se alguns, rearranjos devido a elementos móveis.
Os autores descobriram os genes necessários para a síntese de purinas e pirimidinas, bem como para a síntese de todos os aminoácidos, exceto para selenocisteína. Genes do metabolismo da glicose, sugerem a existência de duas vias metabólicas alternativas. Esta espéciede Sulfolobus cresce num número mais limitado de fontes de carbono relativamente a outras espécies do mesmo género. Suspeita-se que esta diferença se deva ao número reduzido de transportadores de açúcares encontrados neste organismo.

## O operão ups
A irradiação com luz ultra-violeta aumenta a frequência de recombinação devido à conjugação em S. acidocaldarius. O operão ups de Sulfolobus é altamente induzido pela irradiação UV. A pili codificada por este operão é empregue na promoção de agregação celular, o que é necessário para a posterior troca de DNA entre as células, resultando em recombinação homóloga. Um estudo em Sulfolobos acidocaldarius mostrou que um dos genes deste operão, saci-1497, codifica uma endonuclease de tipo III que causa "nicks" no DNA danificado por radiação UV. Outro dos genes do operão, saci-1500, codifica uma helicase do tipo RecQ que é capaz de abrir intermediários da recombinação homóloga, tais como junções de Holliday. Os genes Saci-1497 e Saci-1500 foram propostos como tendo uma função num mecanismo de reparação de DNA baseado em recombinação homóloga que usa o DNA que foi transferido como modelo. Assim, acredita-se que o sistema ups em combinação com recombinção homóloga forneça um mecanismo de resposta a danos de DNA que protege os Sulfolobales de danos no seu genoma.

## Importância para a indústria
A enzima de restrição SuaI foi inicialmente isolada a partir deste organismo.

## References
1. ↑  Brock, T. D.; K. M. (1 de janeiro de 1972). «Sulfolobus: a new genus of sulfur-oxidizing bacteria living at low pH and high temperature». Archiv Für Mikrobiologie. 84 (1): 54–68. ISSN 0003-9276. PMID 4559703
2. ↑  Lindas, A.-C.; Karlsson, E. A.; Lindgren, M. T.; Ettema, T. J. G.; Bernander, R. (5 de novembro de 2008). «A unique cell division machinery in the Archaea». Proceedings of the National Academy of Sciences. 105 (48): 18942–18946. PMID 18987308. doi:10.1073/pnas.0809467105
3. ↑  Samson, R. Y.; Obita, T.; Freund, S. M.; Williams, R. L.; Bell, S. D. (12 de dezembro de 2008). «A Role for the ESCRT System in Cell Division in Archaea». Science. 322 (5908): 1710–1713. PMID 19008417. doi:10.1126/science.1165322
4. ↑  Brock, TD; Brock, KM; Belly, RT; Weiss, RL (1972). «Sulfolobus: a new genus of sulfur-oxidizing bacteria living at low pH and high temperature.». Archiv für Mikrobiologie. 84 (1): 54–68. PMID 4559703. doi:10.1007/bf00408082
5. ↑  Shivvers, DW; Brock, TD (maio de 1973). «Oxidation of elemental sulfur by Sulfolobus acidocaldarius.». Journal of Bacteriology. 114 (2): 706–10. PMID 4706192
6. ↑  Chen, L; Brügger, K; Skovgaard, M; Redder, P; She, Q; Torarinsson, E; Greve, B; Awayez, M; Zibat, A; Klenk, HP; Garrett, RA (julho de 2005). «The genome of Sulfolobus acidocaldarius, a model organism of the Crenarchaeota.». Journal of Bacteriology. 187 (14): 4992–9. PMC 1169522. PMID 15995215. doi:10.1128/jb.187.14.4992-4999.2005
7. ↑  Wood ER, Ghané F, Grogan DW (1997). «Genetic responses of the thermophilic archaeon Sulfolobus acidocaldarius to short-wavelength UV light». J. Bacteriol. 179 (18): 5693–8. PMC 179455. PMID 9294423
8. 1 2 3  van Wolferen M, Ma X, Albers SV (2015). «DNA Processing Proteins Involved in the UV-Induced Stress Response of Sulfolobales». J. Bacteriol. 197 (18): 2941–51. PMID 26148716. doi:10.1128/JB.00344-15
9. ↑  Prangishvili, DA; Vashakidze, RP; Chelidze, MG; Gabriadze, IYu (11 de novembro de 1985). «A restriction endonuclease SuaI from the thermoacidophilic archaebacterium Sulfolobus acidocaldarius.». FEBS Letters. 192 (1): 57–60. PMID 2996942. doi:10.1016/0014-5793(85)80042-9